# 吉田知子
吉田 知子（よしだ ともこ、1934年2月6日 - ）は、日本の小説家。夫は詩人の吉良任市。

## 来歴・人物
静岡県浜松市生まれ。名古屋市立女子短期大学経済科卒業。本姓は吉良。祖父は陸軍少将・蟹江冬蔵、父は陸軍中佐・蟹江元（はじめ）。新京（現・長春）、満洲北部のナラムトなどで幼年時代を過ごす。終戦時は樺太の豊原に居住しており、1947年に引き揚げる。父はソ連軍に連行され銃殺刑となったことがあとで分かった。
伊勢新聞名古屋支局の記者、浜松市の高校教諭を経て、1957年吉良任市と結婚。この間劇団にも所属し、戯曲の上演許可を求めて三島由紀夫に手紙を出し書簡が往復した。1963年より吉良任市と同人誌『ゴム』にて活動。1966年、『新潮』に「寓話」を発表して文壇デビュー、1970年、「無明長夜」で芥川賞受賞。1985年、『満洲は知らない』で女流文学賞、1992年、短篇「お供え」で川端康成文学賞、1998年、『箱の夫』で泉鏡花文学賞受賞。2000年、第53回中日文化賞受賞。2016年、文藝同人誌「バル」を創刊。

## 作品リスト
- 『無明長夜』（新潮社、1970年 のち新潮文庫）
- 『天地玄黄』（新潮社、1971年）
- 『生きものたち』（角川書店、1971年）
- 『吉田知子作品選』（深夜叢書社、1971年）
- 『聖供』（新潮社、1973年）
- 『鴻』（新潮社・書下ろし新潮劇場、1973年） 戯曲
- 『ずぼら人間体験す 真面目なんて大きらい』（青春出版社、1973年）
- 『蒼穹と伽藍』（角川書店、1974年）
- 『猫の目、女の目』（大和書房、1974年）
- 『山鳴り』（読売新聞社、1976年 のち中公文庫） 長編小説
- 『愛される女になる法』（いんなあとりっぷ社、1976年）
- 『犬の幸福』（中央公論社、1979年）
- 『大興安嶺死の八〇〇キロ』（新潮社、1979年）
- 『翔べない女の年輪』（海竜社、1979年）
- 『父の墓』（新潮社、1980年）
- 『第五の季節』（読売新聞社、1980年）
- 『日常的美青年』（作品社、1981年）
- 『わたしの恋の物語』（角川文庫、1981年）
- 『さりげなく生きる幸福』（海竜社、1981年）
- 『心中のメッカを歩く』（潮出版社、1983年）
- 『極楽船の人びと』（中央公論社、1984年 のち中公文庫）
- 『満州は知らない』（新潮社、1985年）
- 『あざやかに女の季節』（海竜社、1985年）
- 『鴨』（中央公論社、1985年）
- 『生き方上手の暮らしファイル』（海竜社、1989年）
- 『飛鳥の風 持統女帝』（福武書店、1989年）
- 『客の多い家』（読売新聞社、1992年）
- 『女の人生五十歳からがもっと愉しい』（海竜社、1992年）
- 『風のゆくえ』（読売新聞社、1993年）
- 『お供え』（福武書店、1993年）講談社文芸文庫、2015年
- 『もう六十歳まだ六十歳 自分らしく老いを生きる心準備』（海竜社、1996年）
- 『千年往来』（新潮社、1996年）
- 『夫婦は定年からが面白い』（海竜社、1997年）
- 『竹の秋』（読売新聞社、1997年）
- 『徳川千姫哀感』（読売新聞社、1998年）
- 『箱の夫』（中央公論社、1998年）
- 『日本難民』（新潮社、2003年）
- 『吉田知子選集Ⅰ 脳天壊了』（景文館書店、2012年）
- 『吉田知子選集II 日常的隣人』（景文館書店、2013年）
- 『吉田知子選集III そら』（景文館書店、2014年）

### 編著
- 『おんなの男性解剖学』（講談社〈新おんなゼミ〉、1979年）

## 参考
- 「年譜」『女性作家シリーズ 吉田知子・森万紀子・吉行理恵・加藤幸子』角川書店 1998